# Turki (Rosja)
Turki (ros. Турки) – osiedle typu miejskiego w Rosji, w obwodzie saratowskim, ośrodek administracyjny rejonu turkowskiego. W 2010 liczyło 6122 mieszkańców.